# Bożydar (imię)
Bożydarⓘ, Bożdar – staropolskie imię męskie złożone z członów Boż(y)- („Boga”, ale pierwotnie „losu, doli, szczęścia”) i -dar („upominek, dar, ofiara”). Być może oznaczało „tego, kto jest darem losu”. Imię to (wraz z Bogodarem) uważa się za równoważnik znaczeniowy imienia Adeodat (łacińskiego Adeodatus), czy greckiego Teodor lub Bogdan, a zatem Bożydar obchodzi imieniny w dniach wspomnienia św. Adeodatów, których jest kilku.
W Polsce pojawiło się w XIII wieku (1294 r.), jako Bożdar występowało w okresie XIII–XIV wiek, a potem rzadkie. Pojawiło się znów w XIX wieku. W XXI wieku jest rzadkie i zanikające. W marcu 2001 roku nosiło je 217 mężczyzn. W styczniu 2025 r. w rejestrze PESEL, wśród publicznie dostępnych danych dotyczących osób żyjących, wykazano 208 mężczyzn o imieniu Bożydar nadanym jako imię pierwsze. Dla porównania, najczęściej nadane jako męskie imię pierwsze – Piotr, nosi 686017 osób.
Bożydar, Bożdar imieniny obchodzi:
- 27 czerwca, na pamiątkę św. Adeodata, biskupa Noli,
- 2 lipca, na pamiątkę św. Adeodata z VI wieku,
- 10 sierpnia, na pamiątkę św. Adeodata wyznawcy z Rzymu,
- 9 października, na pamiątkę św. Adeodata, opata,
- 8 listopada, na pamiątkę św. Adeodata I, papieża[6][7].

Ponadto w kalendarzach można spotkać następujące daty imienin: 9 maja, 21 września, 2 listopada, 9 listopada.

## Mężczyźni o imieniu Bożydar
- Božidar Bećarević – serbski funkcjonariusz policji w Belgradzie podczas II wojny światowej,
- Božidar Ivanović – czarnogórski szachista, arcymistrz,
- Bożydar Iwanow – dziennikarz sportowy,
- Božidar Jezernik – słoweński etnolog i antropolog,
- Bożydar Sosień – dziennikarz.